# Port Arthur Canal
Der Port Arthur Canal (auch als Port Arthur Fresh Water Canal bekannt) ist ein Kanal im Jefferson County im Süden des Bundesstaates Texas in den Vereinigten Staaten. Er verbindet westlich des Sabine Lake die Stadt  Beaumont, wo er  vom Lower Neches Valley Authority Canal abzweigt, mit Port Arthur, wo er das Port Arthur Reservoir angeschlossen ist.
Die Port Arthur Canal and Dock Company begann 1895 mit dem Bau des Kanals, der 1899 in Betrieb genommen wurde. Mit dem Ölboom in Texas nach der Entdeckung von Öl am Spindletop Oil Field (NRHP-NR 66000818) im Jahre 1901 waren tiefere Wasserwege gefragt, um des Öltransports Herr zu werden, sodass die Unterläufe von Sabine River und Neches River kanalisiert wurden.
Der Port-Arthur-Kanal ist heute nur einer von vielen Kanälen in dieser Region und ist dem Gulf Intracoastal Waterway angeschlossen.
- Anfang: Lower Neches Valley Authority Canal nordwestlich Beaumont: 30° 6′ 17″ N, 94° 12′ 42″ W
- Ende: zwischen Port Arthur Reservoir und Main Outfall Canal in Port Arthur: 29° 54′ 18″ N, 93° 58′ 7″ WKoordinaten: 29° 54′ 18″ N, 93° 58′ 7″ W